# Kevin Akpoguma
Kevin John Ufuoma Akpoguma (Neustadt an der Weinstraße, 19 aprile 1995) è un calciatore tedesco naturalizzato nigeriano, difensore dell'Hoffenheim.

## Caratteristiche tecniche
È un difensore centrale.

## Carriera

### Club
Ha giocato nella prima divisione tedesca.

### Nazionale
Nel 2015 è stato convocato dalla Nazionale Under-20 tedesca per disputare i Mondiali di categoria.
Nel 2020 ha optato per rappresentare la Nigeria, nazionale delle sue origini.

## Statistiche

### Cronologia presenze e reti in nazionale
Aggiornato al 4 giugno 2023

| Cronologia completa delle presenze e delle reti in nazionale ― Nigeria | Cronologia completa delle presenze e delle reti in nazionale ― Nigeria | Cronologia completa delle presenze e delle reti in nazionale ― Nigeria | Cronologia completa delle presenze e delle reti in nazionale ― Nigeria | Cronologia completa delle presenze e delle reti in nazionale ― Nigeria | Cronologia completa delle presenze e delle reti in nazionale ― Nigeria | Cronologia completa delle presenze e delle reti in nazionale ― Nigeria | Cronologia completa delle presenze e delle reti in nazionale ― Nigeria |
| Data                                                                   | Città                                                                  | In casa                                                                | Risultato                                                              | Ospiti                                                                 | Competizione                                                           | Reti                                                                   | Note                                                                   |
| ---------------------------------------------------------------------- | ---------------------------------------------------------------------- | ---------------------------------------------------------------------- | ---------------------------------------------------------------------- | ---------------------------------------------------------------------- | ---------------------------------------------------------------------- | ---------------------------------------------------------------------- | ---------------------------------------------------------------------- |
| 9-10-2020                                                              | Sankt Veit an der Glan                                                 | Nigeria                                                                | 0 – 1                                                                  | Algeria                                                                | Amichevole                                                             | -                                                                      | 67’                                                                    |
| 13-10-2020                                                             | Sankt Veit an der Glan                                                 | Nigeria                                                                | 1 – 1                                                                  | Tunisia                                                                | Amichevole                                                             | -                                                                      |                                                                        |
| 13-11-2020                                                             | Benin City                                                             | Nigeria                                                                | 4 – 4                                                                  | Sierra Leone                                                           | Qual. Coppa d'Africa 2021                                              | -                                                                      |                                                                        |
| 17-11-2020                                                             | Freetown                                                               | Sierra Leone                                                           | 0 – 0                                                                  | Nigeria                                                                | Qual. Coppa d'Africa 2021                                              | -                                                                      | 75’                                                                    |
| 27-9-2022                                                              | Blida                                                                  | Algeria                                                                | 2 – 1                                                                  | Nigeria                                                                | Amichevole                                                             | -                                                                      |                                                                        |
| 17-11-2022                                                             | Lisbona                                                                | Portogallo                                                             | 4 – 0                                                                  | Nigeria                                                                | Amichevole                                                             | -                                                                      |                                                                        |
| 24-3-2023                                                              | Abuja                                                                  | Nigeria                                                                | 0 – 1                                                                  | Guinea-Bissau                                                          | Qual. Coppa d'Africa 2023                                              | -                                                                      | 55’                                                                    |
| 18-6-2023                                                              | Monrovia                                                               | Sierra Leone                                                           | 2 – 3                                                                  | Nigeria                                                                | Qual. Coppa d'Africa 2023                                              | -                                                                      | 71’                                                                    |
| Totale                                                                 |                                                                        | Presenze                                                               | 8                                                                      |                                                                        | Reti                                                                   | 0                                                                      |                                                                        |

## Palmarès

### Club

#### Competizioni nazionali
- 3. Liga: 1

Karlsruhe: 2012-2013

### Individuale
- Fritz-Walter-Medaille: 1

2013 (Under-18)